# Mackaya tapingensis
Mackaya tapingensis är en akantusväxtart som först beskrevs av William Wright Smith, och fick sitt nu gällande namn av Yun Fei Deng och C.Y.Wu. Mackaya tapingensis ingår i släktet Mackaya och familjen akantusväxter. Inga underarter finns listade i Catalogue of Life.